# 凌志LFA
雷克萨斯LFA（日语：レクサス・LFA）是由日本汽车制造商豐田集團旗下高級品牌雷克萨斯於2010年限量發售的一款量產雙門雙座超級跑車。是雷克萨斯IS-F之後的第二款帶有凌志F標識的高性能車，內部代號P280，最早以概念車的形式于2005年的北美國際汽車展登场，在2009年東京車展上正式發售並接受預訂。
该车使用豐田集團和雅马哈共同研發的V10引擎，大幅使用碳纖維增強複合型材料(CFRP)製造的車身，2010年年底才正式投產，首批限量500輛，起售價375,000美元，一年之后该车推出“Nurburgring Package”版，售價為445,000美元，是歷史上第三昂貴的日本車（前二者是日產Juke-R，为590,000美元，以及本田NSX-R GT的500,000美元）。

## 性能

### 引擎

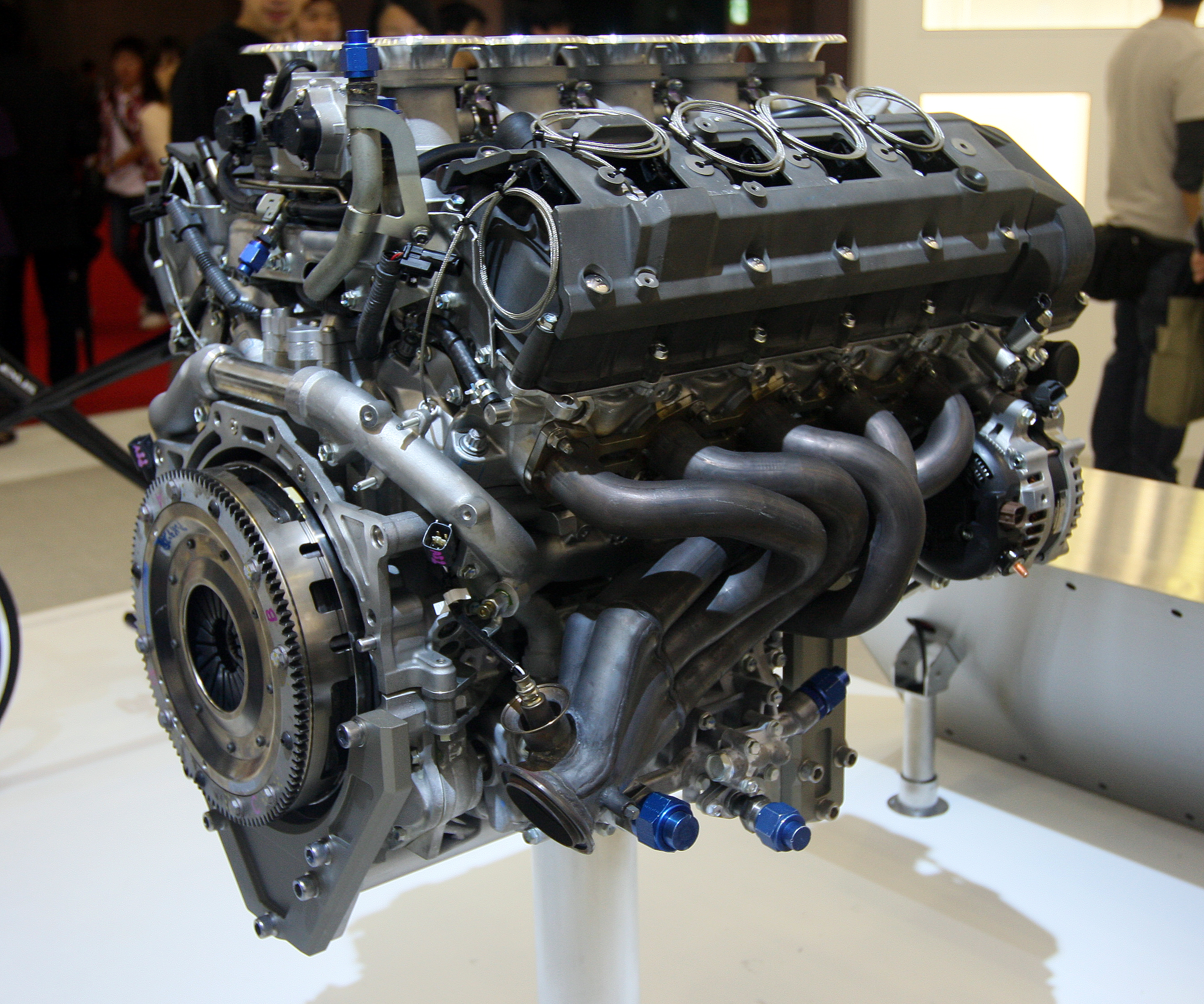
LFA所搭載的豐田1LR-GUE V10自然進氣引擎

该车搭载的1LR-GUE引擎由豐田集團和雅马哈共同開發，排量為4.8升V10自然進氣引擎，壓縮比為12.0:1。V型夾角為72度，因此降低了引擎的重量并提高引擎的效率，还搭载了豐田集團的雙VVT-i可變氣門正時系統，最高输出552马力，扭矩可从3700转開始便可輸出其峰值扭矩的90%，峰值輸出扭矩出現在6800转，最高扭矩为354，引擎紅線為9000转。这一引擎使用了諸如鍛造鋁活塞，鍛造鈦合金連桿，以及實體鈦合金氣門以讓引擎的轉速提高。使用的乾式油底殼進一步降低引擎的重心，並可防止車輛在高速通過彎道時導致的引擎內部缺乏機油潤滑散熱的狀況。另外，空氣直接從車頭導入至兩個可變進氣歧管，然後再經由每個汽缸單獨的節氣門導入汽缸。
豐田集團的工程師聲稱在空檔的情況下，這具引擎由怠速轉速拉轉至紅線區僅需0.6秒，而普通的機械類儀錶盤無法在這麼短的時間內做出響應，因此LFA采用了TFT螢幕組成的全數位儀表盤來代替。引擎體積相當於V8引擎，而重量甚至比普通V6引擎還要輕。引擎的轟鳴聲在引擎開發的最後階段由雅马哈進行調校，使其接近像一級方程式賽車高轉速引擎的轟鳴聲，被豐田集團的工程師形容為"天使之聲"。
搭載該引擎的凌志LFA的馬力重量比約為2.68公斤/馬力，最高時速可達325公里，在开发初期，豐田集團的工程師曾經考慮使用後中置引擎的佈局，但最终還是選擇了前中置引擎的佈局，因為這樣的佈局更适合驾驶经验不足的人。LFA的引擎轟鳴聲特意由兩個獨立的導音管由進氣歧管開始至防火牆導入駕駛室內部，並由Ovation吉他公司專門調校，以達到最佳效果。

### 变速箱

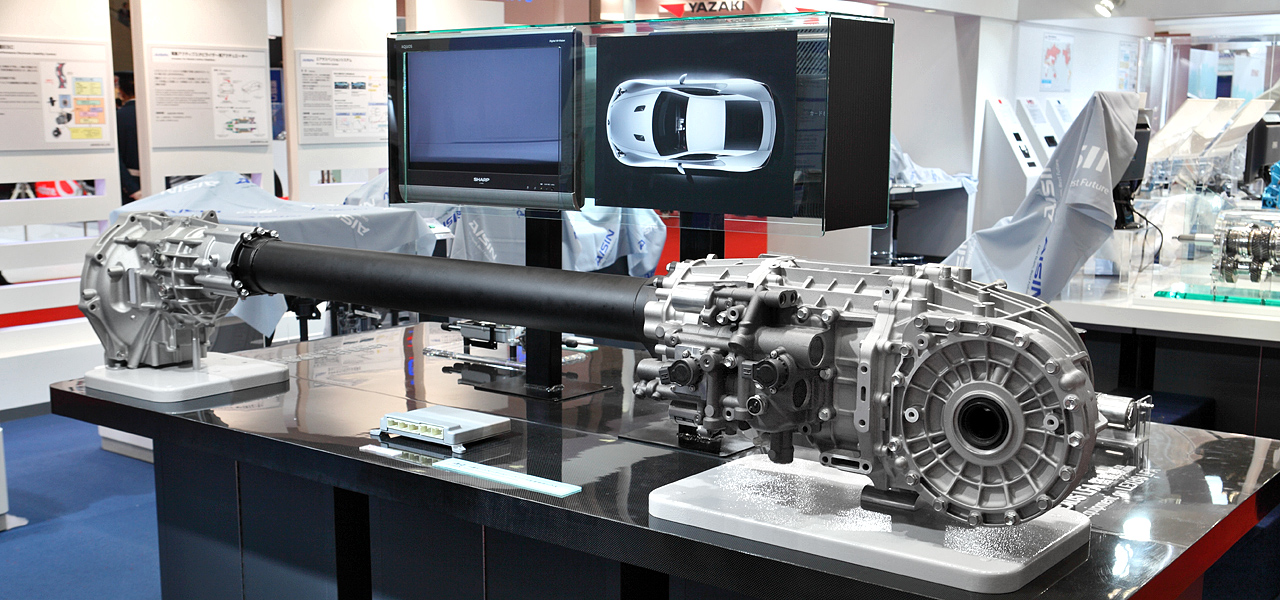
LFA的傳動系統構造

该车搭載的變速箱為一具豐田集團獨自開發的名為ASG(Automated Sequential Gearbox)的6速序列式變速器。有自動，正常，運動，及濕地四種操作模式，而在運動模式中的換檔時間為200毫秒。在该车的开发階段丰田曾經考慮過搭載造價相對經濟的濕式雙離合變速器，但豐田集團的工程師們普遍認為，雙離合變速器的重量過於笨重，油門反應不夠敏捷，換檔又過於平順，缺乏類似手動變速器帶給駕駛者的頓挫感，最後選擇了造價更為昂貴的單離合序列式變速器。它的传动比如下：
| 檔位 | 1檔   | 2檔   | 3檔   | 4檔   | 5檔   | 6檔   | 倒車檔 | 終傳比 | 副軸減速比 |
| ---- | ----- | ----- | ----- | ----- | ----- | ----- | ------ | ------ | ---------- |
| 齒比 | 3.231 | 2.188 | 1.609 | 1.233 | 0.970 | 0.795 | 3.587  | 3.417  | 1.259      |

這具變速器搭載在凌志LFA的後橋，让该车達到更好的前後配重比。引擎輸出的動力藉由碳纖維材質的傳動軸將動力傳送至後橋的變速器。此外，该车的後橋還搭載一個Torsen限滑差速器。

### 碳纖維增強複合型材料車體(CFRP)及底盤

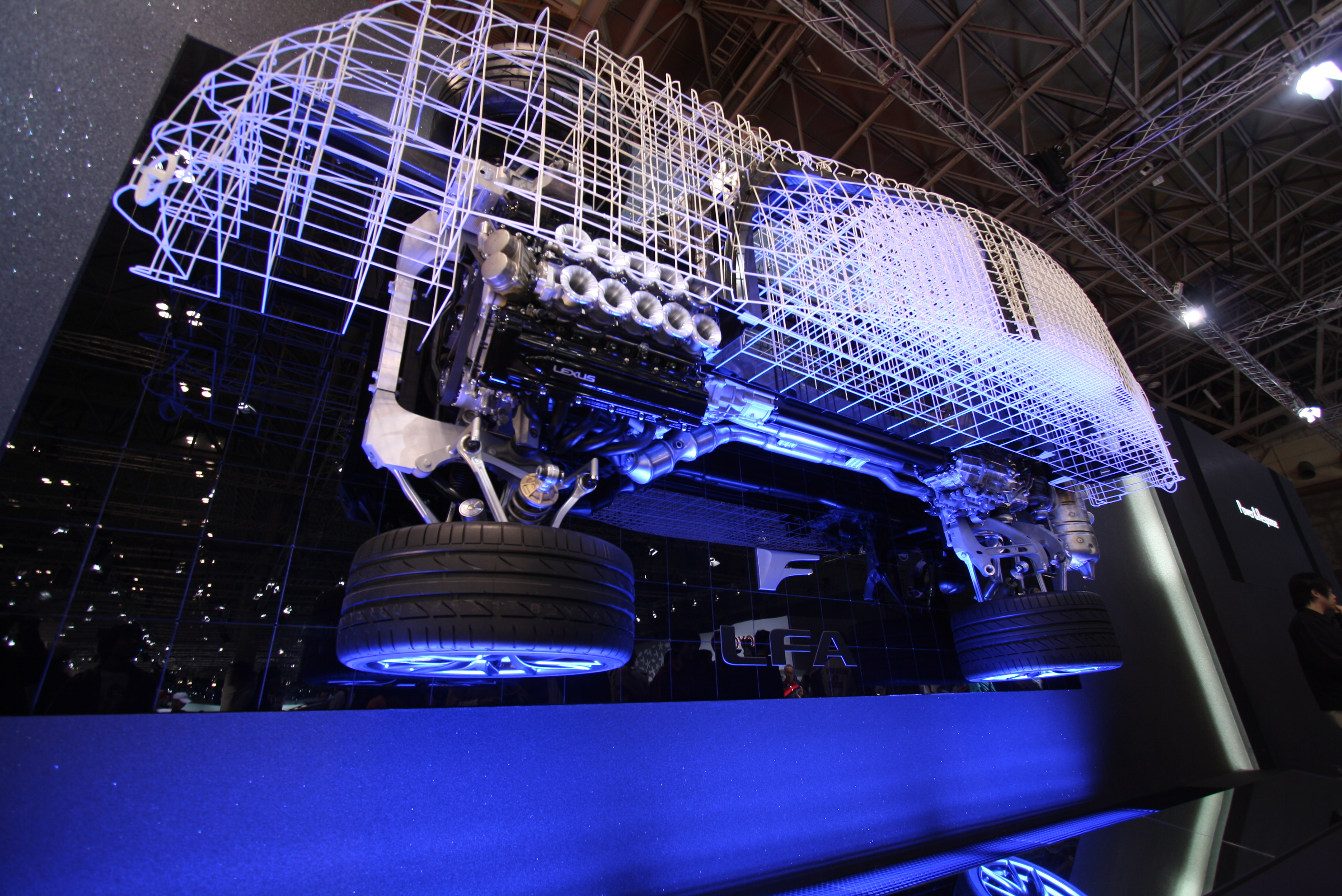
LFA的車架剖視圖

该车的大部分車體框架使用了名為碳纖維增強複合型聚合物(Carbon Fiber Reinforced Polymer)的材料，达到了航空器材的标准，全車的65%均使用這種達到航空器材標準的材料，可以大幅減輕整車重量，而且剛性極佳。這也使得在该车在搭載多种豪華配件的情況下，淨重也不會超過1480公斤，車體組件則以耐用而輕巧的玻璃纖維製造，比碳纖維增強複合型聚合物低廉，其車體也十分重視空氣力學效應，平整化的底盤工程，加上後擴散擾流板的作用與電控自動調節的尾翼，風阻係數僅為0.31。
此車體搭配前中置引擎和後置變速箱及散熱器的佈局，因此擁有幾乎接近完美的前後車身配重比，可減輕急轉、突然剎車等重力偏移動作的車身抗衡負擔，以保持相當的穩定性，加上前軸雙叉臂、後軸多連桿的獨立懸掛系統，前六活塞/後四活塞搭载Brembo的制動卡鉗，前390毫米/後360毫米的碳陶瓷剎車盤，20英寸的BBS輪轂，以及前265/後305的普利司通Pontenza性能車胎，並搭配LFA專有的車輛動態綜合管理系統(VDIM)，使凌志LFA擁有非常優秀的操控性能。

### 内饰
该车結合使用了碳纖維，皮革，金屬，及阿爾坎塔拉等面料。兩個運動桶型賽車座椅附有软垫，內飾的顏色及材料可以自由選擇及搭配。儀錶盤採用TFT數字薄膜晶體管的全數位顯示屏，可提供背景顏色及子菜單之間的切換。

### 技術規格及性能參數

#### 技術規格
以下为雷克萨斯官方公佈的技術規格：
| 引擎製式         | 豐田集團1LR-GUE引擎 72°夾角 V型10缸 自然進氣引擎 | 氣門製式          | 雙頂置凸輪軸 40氣門, 雙VVT-i可變氣門正時系統 |
| 排氣量           | 4.8升                                            | 缸徑x衝程         | 88mmx79mm                                    |
| 壓縮比           | 12.0:1                                           | 引擎紅線          | 9000rpm(斷油轉速為9500rpm)                   |
| 變速器           | 6前速電控序列式半自動變速器                      | 最小換檔間隔      | 150毫秒至200毫秒                             |
| 峰值馬力         | 560PS@8,700rpm                                   | 峰值扭矩          | 480NM@6,800rpm                               |
| 車重             | 1,480-1,580kg                                    | 馬力重量比        | 每匹2.68kg                                   |
| 車身前後配重     | 49.8:50.2                                        | 最高巡航時速      | 326km/h                                      |
| 0-97km/h加速時間 | 3.6秒.                                           | 0-100km/h加速時間 | 3.7秒                                        |

#### 性能參數
以下測試所得成績均為經由第三方測試的實際成績：
| 0-97km/h加速時間  | 3.6秒 Car and Drive        | 0-190km/h加速時間 | 10.8秒 Car and Drive |
| 0-160km/h加速時間 | 7.6秒 Car and Drive        | 0-210km/h加速時間 | 12.7秒 Car and Drive |
| 0-201km/h加速時間 | 11.4秒 AutoZeitung         | 0-261km/h加速時間 | 21.2秒 Motorsports   |
| 0-180km/h加速時間 | 9.2秒 Car and Drive        | 0-240km/h加速時間 | 18.3秒 Car and Drive |
| 400米直線加速成績 | 11.6秒@201km/h Inside Line | 急轉測試成績      | 121km/h Inside Line  |
| 橫向加速度        | 1.05 G Motor Trend‡        | 110-0km/h剎車成績 | 48米 Motor Trend     |

#### 著名賽道圈速成績
法國賽車雜誌Motorsports France在法國的马尼格赛道對凌志LFA進行了圈速成績測試，成績為1分20秒6，這是該賽道在接近氣溫0攝氏度的情況下，圈速最快的記錄，比KTM X-Bow的1分21秒2快。在此次測試中，LFA僅用21.2秒便完成了0-260km/h的加速。

##### 德國Contidrom賽道
德國的賽車雜誌Auto Zeitung於2010年8月對凌志LFA與梅賽德斯-奔驰 SLS AMG于德國漢諾威的賽道進行了對比測試。LFA的圈速為1分35秒66，比梅賽德斯-奔驰 SLS AMG的圈速成績要快1.8秒。

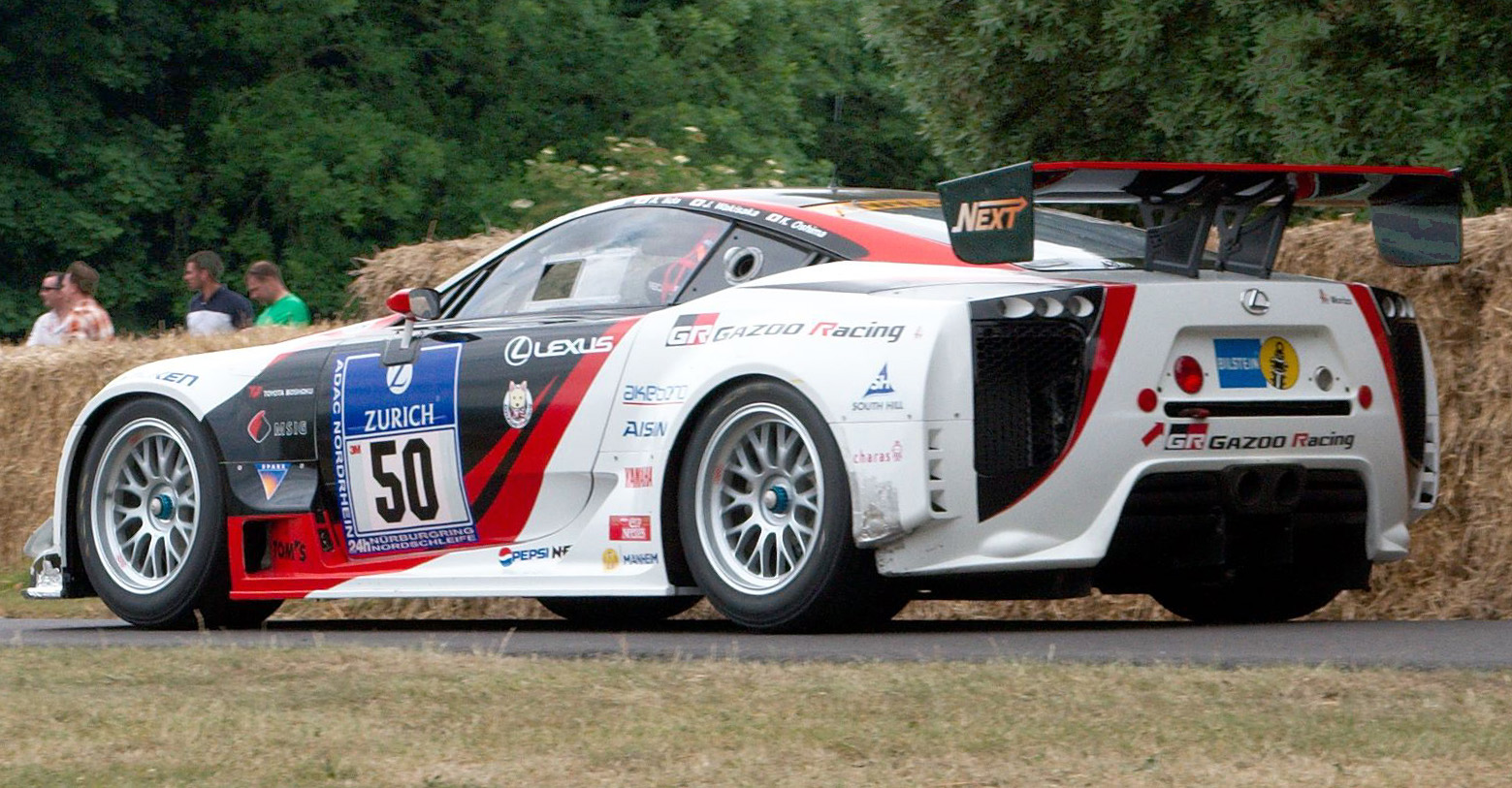
凌志LFA賽車

##### 美國南加州El Toro賽道
Top Gear於2011年第三季的一期节目中，在美国的El Toro赛道对该车進行了圈速測試，LFA的圈速成績為1分22秒6，在該賽道的圈速最速記錄中排名第三。

##### 英格蘭古德伍德賽道
汽車周刊AutoWeek在該賽道對凌志LFA進行了一次單獨的圈速測試，結果圈速成績為1分24秒8，其圈速成績比排名第三的日產GT-R快了將近3秒。

##### 德國纽博格林賽道
于2010年9月由試車手Horst von Saurma進行了圈速測試，取得了7分38秒的圈速成績，而当时该车的車胎仍在開發中，Sport Auto還指出，即使轮胎尚未完工，這個成績與同樣由Horst von Saurma駕駛測試的法拉利458 Italia，雪佛蘭科爾維特 ZR1的圈速成績一樣，比梅賽德斯-賓士SLS AMG和保時捷911 GT3快出2秒，比蘭博基尼Murciélago LP-670 SV快出4秒，比蘭博基尼蓋拉多LP570-4 Superleggera快10秒。

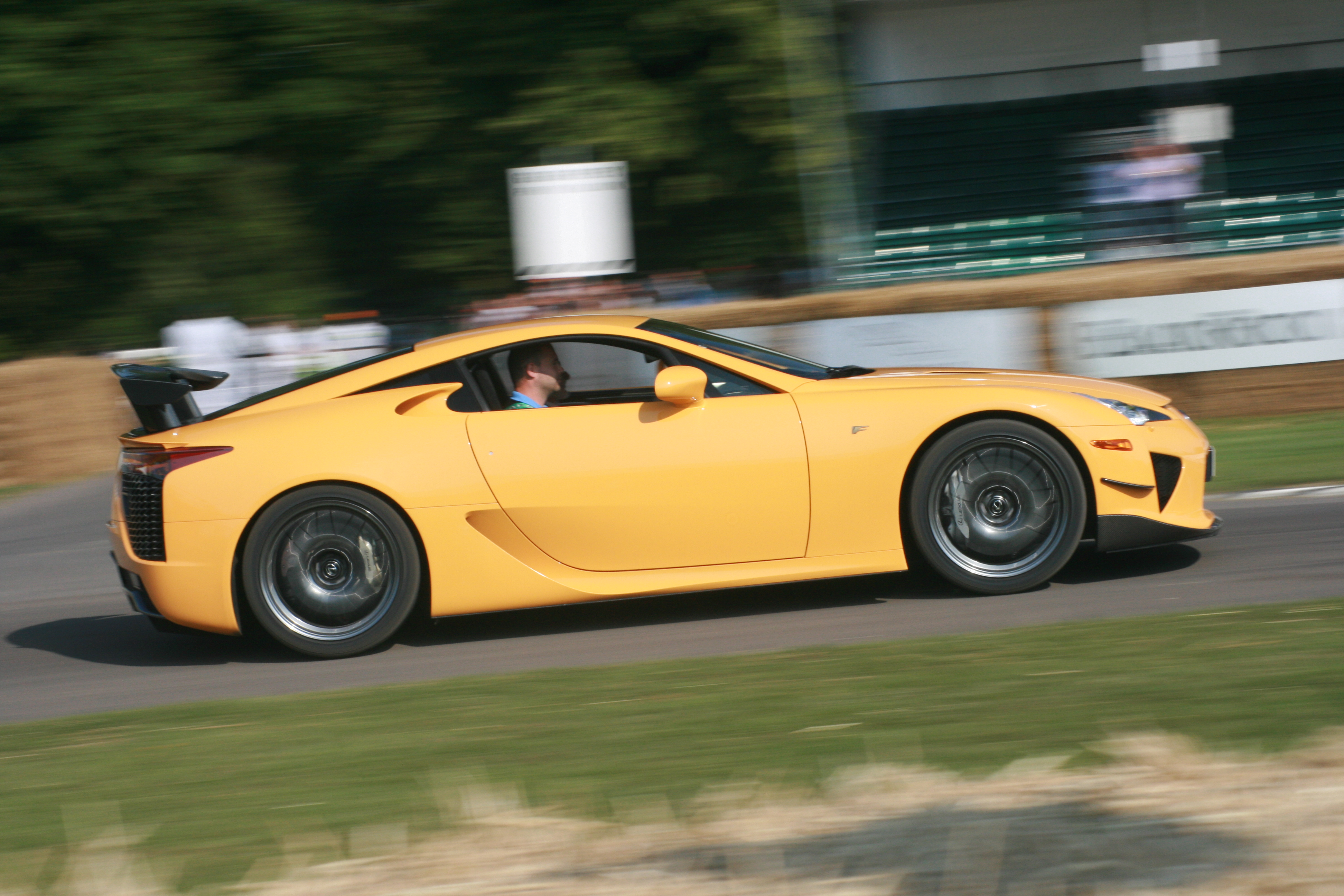
正在賽道測試中的凌志LFA紐博格林套件版

同年，AutoBild雜誌也對LFA和日產GT-R以及蘭博基尼蓋拉多LP570-4 Superleggera進行過對比測試，LFA的圈速成績為7分38秒85，比蘭博基尼蓋拉多LP570-4 Superleggera快出2秒，且比日產GT-R快出5秒。
而豐田集團在2011年8月31日也對LFA進行了一次非第三方的圈速測試，測試使用的是LFA紐博格林套件版，并且搭載普利司通Potenza RE070半熱熔車胎，取得7分14秒64的圈速成績。这比2012年10月由日產汽車公佈的日產GT-R的非第三方測試圈速的7分18秒成績快出4秒。英國的汽車欄目Top Gear於2010年1月對LFA進行過測試，在濕地情況下取得圈速成績1分22秒8，這也是該賽道濕地情況下的圈速最速記錄。這個成績比同樣在濕地情況下進行測試的蘭博基尼蓋拉多快出3秒。

### 紐博格林套件版(Nürburgring Package)

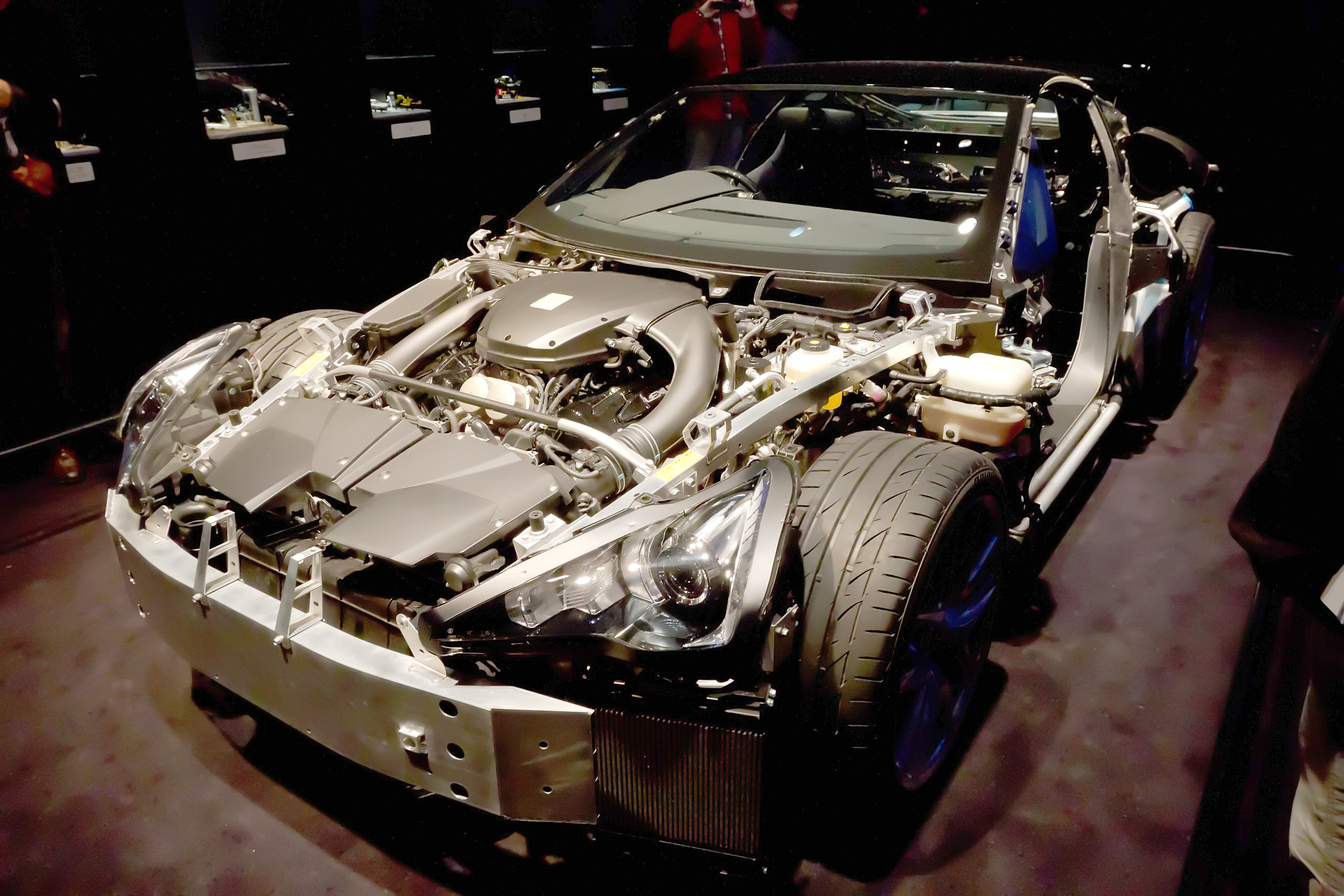
2011年東京車展展出的LFA底盤及發動機

2010年3月15日，豐田集團官方宣布了LFA賽道版計劃的一些細節，而這個賽道版本由於採用類似參加紐博柏林24小時耐力賽的LFA賽車的配件，也被稱作LFA紐博格林套件版。

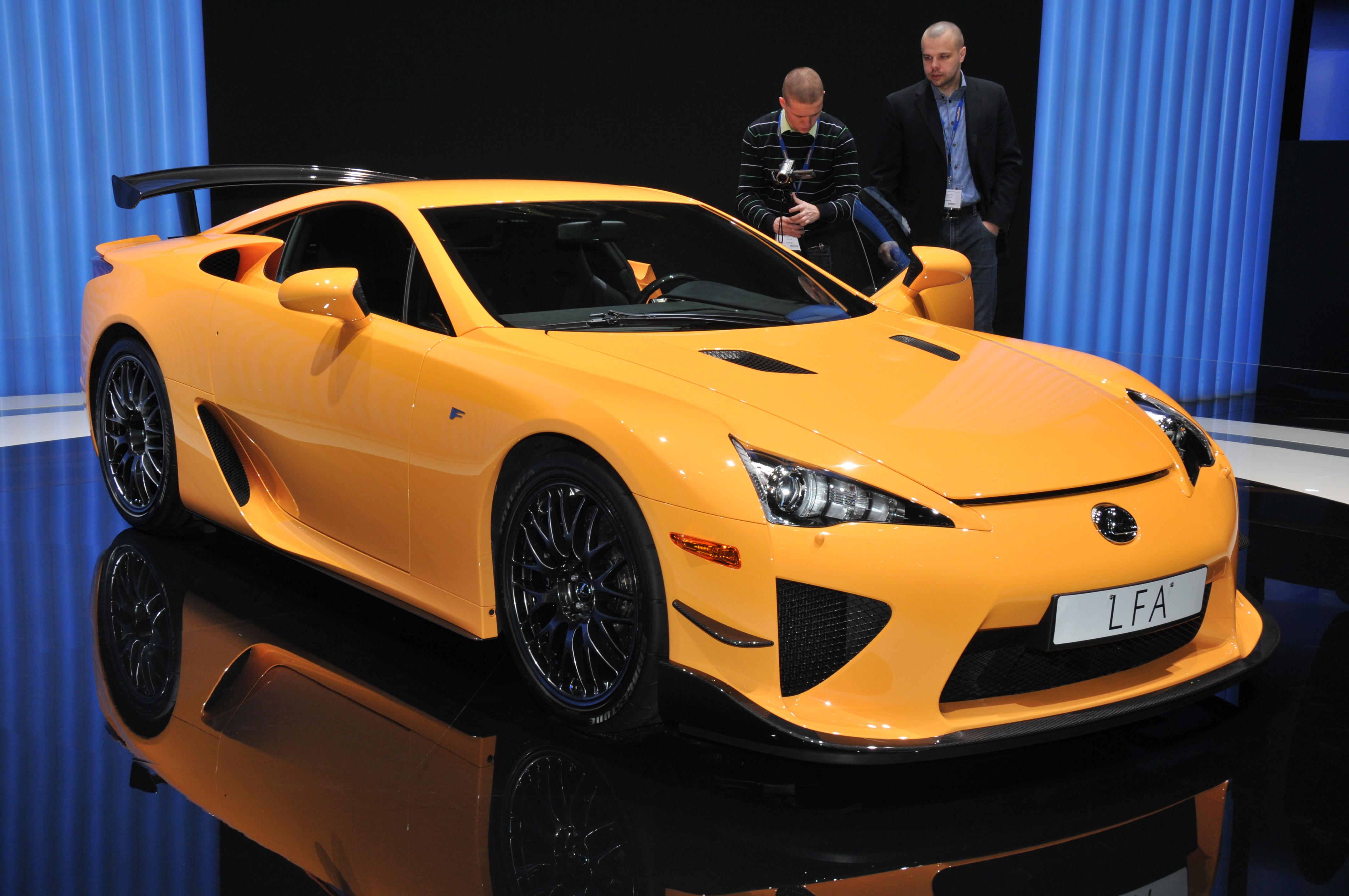
2011年日內瓦車展展出的紐柏林套件版LFA

这一版本的峰值馬力提升到了563匹馬力，并且變速箱也重新調校，在運動模式下的換檔間隔時間減少至150毫秒。懸掛系統也針對賽道進行重新調校，而電控自動調節尾翼則被一個更大的固定式尾翼所取代。
这一版本有黑色，磨砂黑，橙色，及白色四種顏色可選，起售價高達445,000美元，並在第一批投產的500輛LFA中限量發售50輛，而购买该版本的人不仅會得到免費的紐博柏林首席教官的賽道培訓和紐博柏林品牌的夾克風衣，还会得到免費進入德國紐柏林賽道一年的門票。
2011年9月2日，凌志汽車官方和賽車雜誌Evo均通過Twitter宣布LFA紐博柏林套件版以7分14秒的圈速完成了在紐博柏林賽道的測試，成為該賽道有史以來第四快的量產車，該成績比保時捷911 GT2 RS的圈速成績還要快出4秒，其更成為該賽道第一款不使用熱熔競技型輪胎便可突破圈速7分20秒的車型。

## 第三方媒體對比評測

### 德國汽車雜誌Auto Zeitung：梅賽德斯-賓士SLS AMGvs. 凌志LFA
德國著名汽車雜誌Auto Zeitung於2010年8月版中發表對梅賽德斯-賓士SLS AMG和凌志LFA的跟踪測試及比較，在直線加速測試中，凌志LFA和梅賽德斯-賓士SLS AMG的性能幾乎旗鼓相當，然而，當在長度為3800米的Contidrom賽道進行賽道測試時，凌志LFA以1分35秒6的圈速完成了測試，比SLS AMG快1.8秒。在這期Auto Zeitung的結語中，測試者表示SLS AMG像NASCAR賽車一樣，而LFA則更像一輛一級方程式賽車。

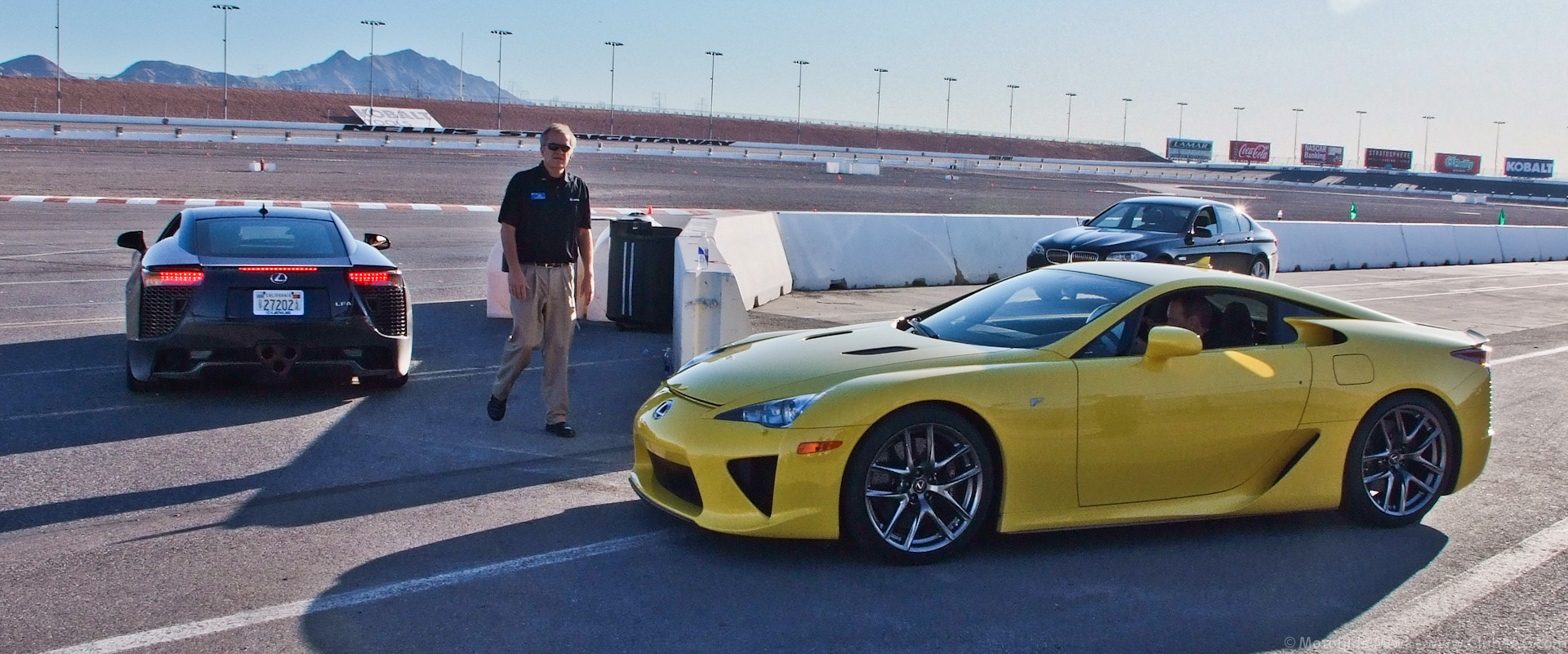
LFA在拉斯維加斯賽道

### 美國汽車雜誌Car and Drive：凌志LFA vs.法拉利599 GTB Fiorano(HGTE套件版)
美國知名汽車雜誌Car and Drive在2010年11月的版面中對凌志LFA和法拉利599 GTB Fiorano(HGTE套件版)進行了對比測試，雖然在直線加速的測試中，兩車性能幾乎旗鼓相當，但LFA贏取了此次對比評測。Car and Drive在對比中指出LFA比法拉利599 GTB感覺運動性更為強烈和直接，這種感覺和法拉利458 Italia更為靠近。

### 英國汽車雜誌Car Magazine：凌志LFA vs.蘭博基尼Aventador LP700-4
2011年11月，英國汽車雜誌Car Magazine凌志LFA和蘭博基尼Aventador之間做了一次對比評測，雖然蘭博基尼Aventador比LFA的最大動力輸出多出139匹馬力，而且比LFA還要昂貴，但LFA在重量上有將近230公斤的優勢。編輯對LFA的第一印象被形容為完美的跑車，筆者表示LFA的外觀非常精美，每個曲線都體現了完美的比例，而在山路試駕後，編者對LFA的印象更加的積極，編者在文中提到：“我看見蘭博基尼Aventador在我的後視鏡中迅速的被拉開距離，雖然那並非落後太多。”之後，編輯也指出LFA的內飾要看起來比蘭博基尼Aventador高檔很多，蘭博基尼Aventador的內飾看起來讓人異常的失望，感覺就像是廉價貨，但外觀上來說蘭博基尼Aventador看起來更酷，更像概念車。雖然結語處，編輯把勝利頒給了蘭博基尼Aventador，但編輯註明指出，蘭博基尼Aventador的勝利僅僅是因為前衛的外表和更大的動力輸出，而兩個編輯也一致認為LFA比蘭博基尼Aventador更富有駕駛樂趣。

### 英國汽車雜誌EVO：凌志LFA vs.法拉利599 GTO
Evo在2011年8月在位於蘇格蘭高地的山區中對兩車進行了對比，LFA贏得了此次對比測試，同時編輯也指出LFA是日本有史以來製造的最偉大的跑車，並且對LFA在彎道的車身動態讚賞尤佳。

## 開發歷史

### 2000年-2004年
LFA的研發計劃最早始於2000年2月，當時豐田集團內部代號為P280，其研發計劃的初衷是設計一台可以體現豐田集團汽車造車實力的超級跑車，於是試駕日本與歐洲製造的跑車來取得數據，然後建造P280計劃的工作室並在車廠內招攬175名精英。同年11月，製作出首台測試樣車。研發初期打算使用豐田的V8引擎，但由於豐田在2002年開始參與F1，在性能至上的前提之下，決定以F1的V10引擎為基礎使用在LFA身上，2002年12月，LFA專用的V10引擎誕生。2003年5月，以鋁合金組裝的LFA車架開發完畢，伺候該樣車多次在德國的紐博格林賽道經行測試。

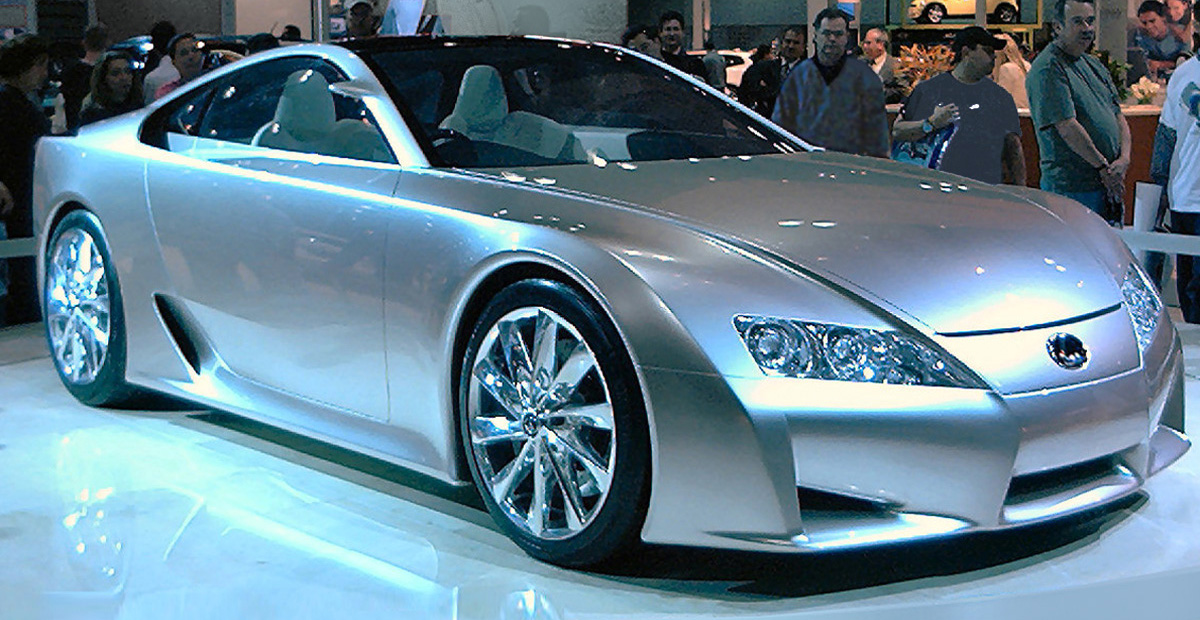
2005年北美國際車展中的LFA概念車

### 2005年-2006年
第一款LFA概念車於2005年1月在北美國際車展展出，當時豐田集團還沒有將此車量產化的詳細計劃。首款LFA概念車款車長4,400毫米，車高1,200毫米。這款概念車在車展中吸引了大量的公眾視線，加上凌志當時正在實施的F系列性能車計劃，使得豐田集團決定將LFA正式量產化。同年5月，開發團隊決定將車架物料由鋁合金改爲碳纖維複合物料。

### 2007年-2008年
第二款LFA概念車使用了碳纖維材質的車架取代原本的鋁合金車架，旨在實現更為可觀的馬力重量比。還有消息來源指出，豐田集團的一級方程式車隊也參與到了LFA的開發之中，並共享了大量的工程資源。2007年1月，第二輛LFA概念車與凌志的第一輛F系列性能車——IS-F，正式亮相各大國際車展，第二輛LFA概念車改進了外觀的空氣動力學套件和內飾，並有了凌志的F系列性能標識。2007年12月，有消息指出當時的LFA概念車型在德國紐博格林賽道測試時，跑出了7分24秒的圈速。

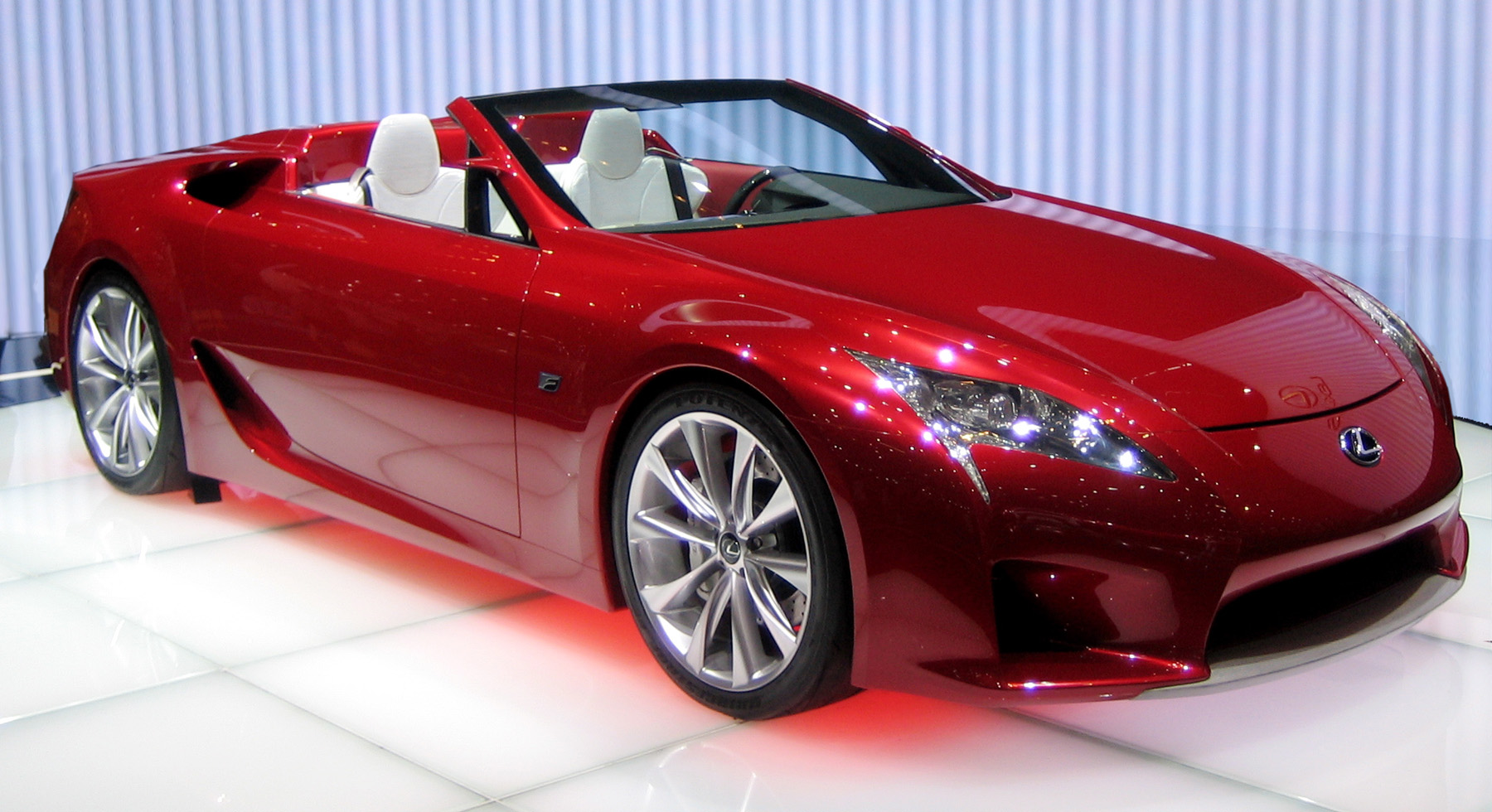
日內瓦車展中亮相的敞篷版LFA概念車

2008年1月，凌志在北美國際車展中展出了一輛敞篷版本的LFA概念車，並定格了LFA量產後具體的技術規格，當時豐田集團指出LFA會使用5.0公升排量以下的V10引擎，具備500匹以上的馬力，最高時速最少可達320公里/小時。同年5月，一輛LFA賽車原型車參加了紐博格林耐力賽SP8組別的賽事。
第二款LFA概念車車長4,460毫米，軸距2,600毫米，高度保持不變，而寬度增加到1,890毫米，外觀的很多部分經過重新設計，旨在更加符合空氣動力學，以提高整車的最高巡航時速，很多細節諸如車身線條也更加流暢。

### 2009年

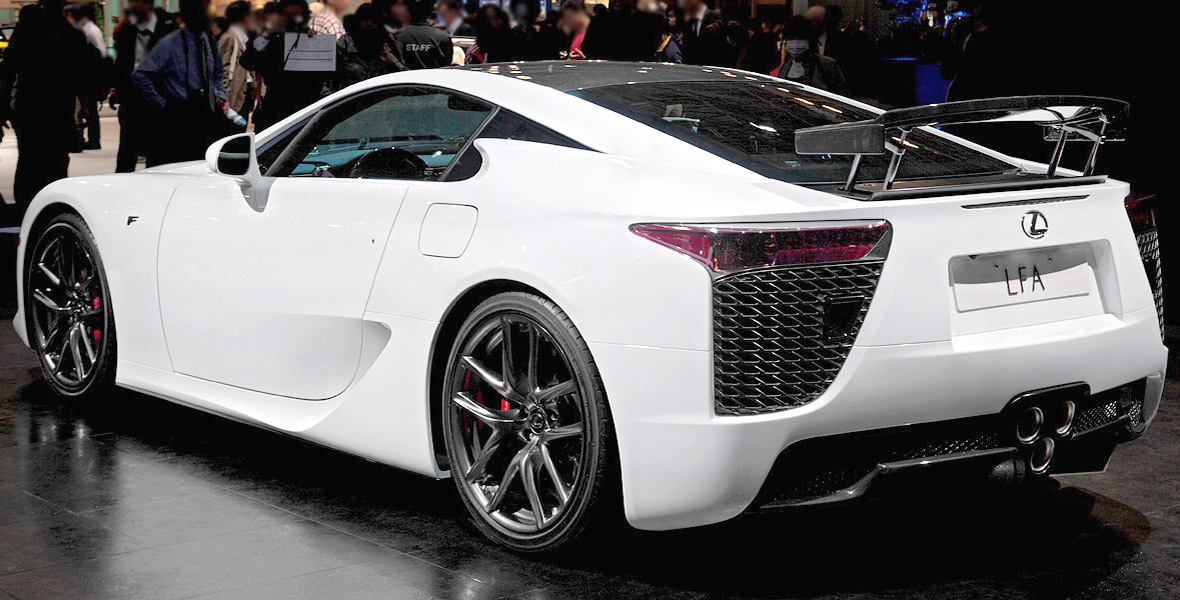
第41屆東京車展首日亮相的LFA量產版

2009年8月5日，豐田集團的首席執行官豐田章男公開證實了LFA的量產計劃，並再次確認LFA將搭載V10自然進氣引擎，以及將蘭博基尼蓋拉多，法拉利458 Italia，保時捷911，以及雪佛蘭科爾維特ZR1作為市場上的主要競爭對手，預計售價會超過225,000美元，並且接近400,000美元。隨後，各家媒體對LFA的技術規格及命名進行了種種揣測，但豐田集團沒有進一步透露更為詳細的資料。同年9月，一家日本媒體拍攝到了在日本富士賽道進行測試的LFA。
2009年10月21日，凌志LFA的最終量產樣本亮相第41屆東京車展，豐田集團也在同日在車展中召開了LFA的正式量產記者招待會，會中豐田集團章男表示LFA將會限定生產500輛，而售價會超過375,000美元。
LFA超級跑車的誕生一方面也是為了紀念凌志汽車創立20週年，由於研發和生產成本高昂，LFA被指為並不會為凌志帶來任何盈利，豐田集團也曾經側面回應表示，LFA的誕生只是為了技術實力的體現以及提升品牌形象和價值，並沒有計劃為其開拓超級跑車的市場。

### 2010年-今

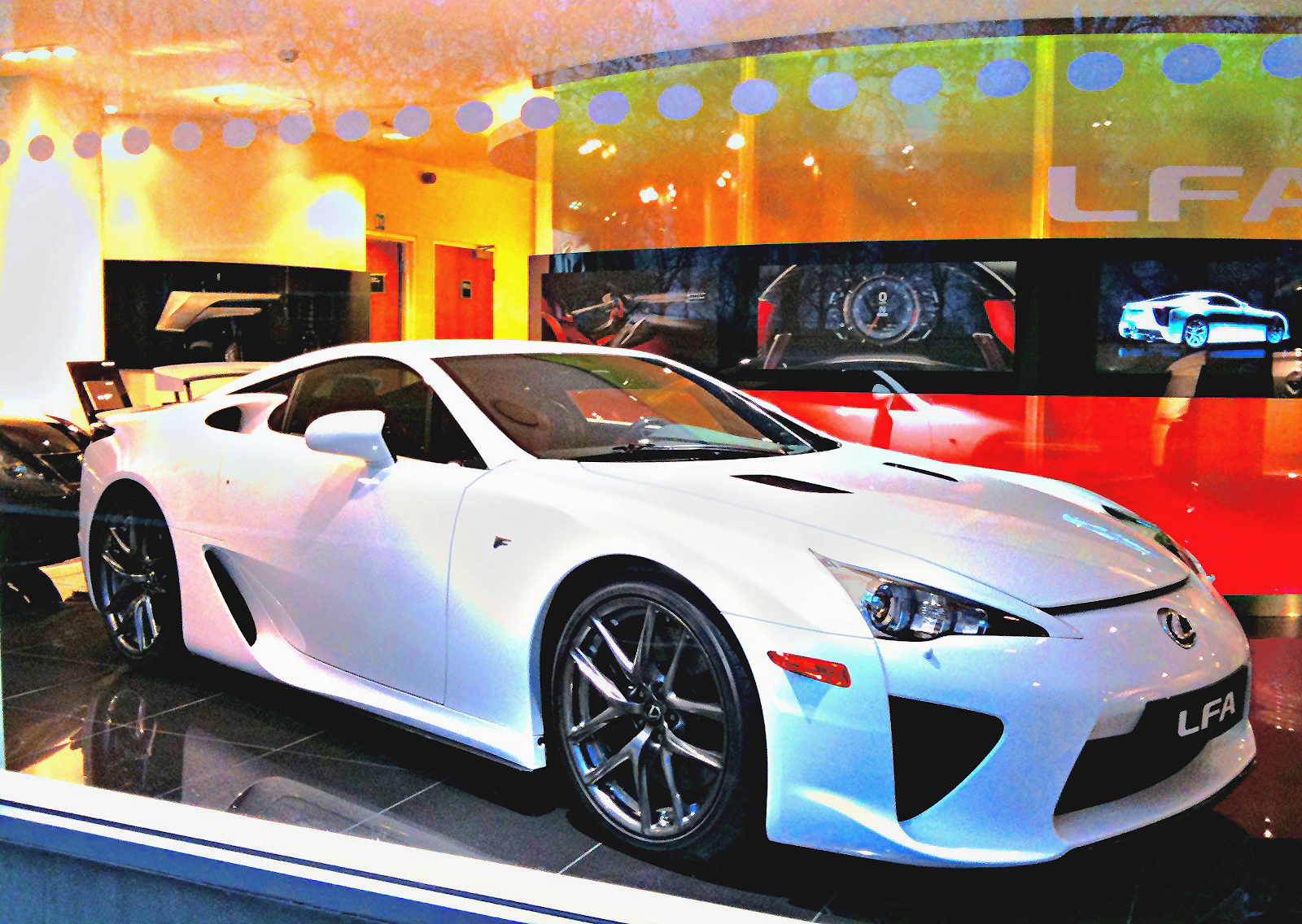
位於倫敦凌志經銷商店內展示的LFA

凌志汽車於2009年10月23日開始正式接受訂單，並於2010年12月15日開始正式生產LFA，由於限量生產500輛，並且LFA是純手工打造的汽車，每月的產量只有20輛，所以凌志會對買家進行選擇。LFA可以有客戶進行隨意的定制，選項搭配超過30億種，買家可以任意選擇搭配外觀內飾的顏色，剎車卡鉗的顏色，座椅及方向盤的面料，以及內飾設計的各種細節，每輛LFA都在位於日本愛知縣豐田市的一家豐田元町工場內由豐田集團最富有經驗的工程師團隊手工製造。
在北美市場最初發售的150輛LFA必須以通過2年的租賃方案來購買，這是為了防止買家以倒買倒賣和盈利為目的購買LFA。LFA並不提供試駕，但有專業車手駕駛，提供試乘。在這之後，凌志改變了購買方案，表示買家可以一次性付款購買，但如果買家2年內決議出售LFA，凌志汽車將保留優先購買權。而在整個歐洲市場，買家必須通過位於倫敦的一家凌志經銷商預訂LFA。每輛LFA都具備一個單獨的車身銘牌限量編碼，而其搭載的引擎上都有組裝工程師的親筆簽名。以每月20輛的產量速度，第一批限量發售的500輛LFA直到2012年12月14日才宣佈組裝完畢。當第500台LFA離開生產線後，凌志汽車表示研發和生產LFA的技術以及LFA的駕駛感受會體現於凌志未來的車型之中。現時凌志並沒有公佈LFA的後繼型號，LFA生產線則繼續生產LFA的零組件。